# رودولفو توريس (دراج)
رودولفو توريس (بالإسبانية: Rodolfo Torres)‏ (و. 1987  م) هو راكب دراجة هوائية كولومبي، شارك في طواف إيطاليا 2014، وتيرينو ادرياتيكو 2016، وجيرو ديل ترينتينو 2016.

## سباقات أو مراحل فاز بها
| التاريخ        | السباق                        | المركز                                          |
| -------------- | ----------------------------- | ----------------------------------------------- |
| 25 أبريل 2010  | 2010 Vuelta Mexico Telmex     |                                                 |
| 01 يناير 2012  | Clásica de Boyacá 2012        |                                                 |
| 25 يناير 2015  | طواف سان لويس 2015            |                                                 |
| 19 أبريل 2015  | طواف كاستيلون 2015            | الثامن في التصنيف العام                         |
| 03 مايو 2015   | فولتا أستورياس 2015           | السابع في التصنيف العام                         |
| 13 سبتمبر 2015 | طواف إسبانيا 2015             | السابع في تصنيف الجبال                          |
| 24 يناير 2016  | طواف سان لويس 2016            | الرابع في تصنيف الجبال، السادس في التصنيف العام |
| 08 مايو 2016   | طواف كوميونيداد مدريد 2016    | الثالث في تصنيف الجبال                          |
| 22 مايو 2016   | طواف بيهور-بيلوتو 2016        |                                                 |
| 24 سبتمبر 2016 | طواف إيميليا 2016             | السادس في التصنيف العام                         |
| 28 سبتمبر 2016 | ميلانو-تورينو 2016            | الثامن في التصنيف العام                         |
| 04 يونيو 2017  | 2017 Tour of Bihor - Bellotto | الفائز في التصنيف العام                         |

## روابط خارجية
- رودولفو توريس على موقع الاتحاد الدولي للدراجات (الإنجليزية)
- رودولفو توريس على موقع أرشيف الدراجات (الإنجليزية)
- رودولفو توريس على موقع إحصائيات الدراجات الإحترافية (الإنجليزية)
- رودولفو توريس على موقع نسبة الدراجات (الإنجليزية)
- رودولفو توريس على موقع CycleBase (الإنجليزية)